# قرية فريق الأطرش
قرية فريق الأطرش منطقة أثرية تاريخية تقع بالقرب من تاروت شرق المملكة العربية السعودية. تعود فترة بناء القصر إلى الألف الثالث قبل الميلاد.

## الوصف
تقع على بعد 1.5 كم إلى الشمال من جزيرة تاروت. بالقرب من قرية فريق الأطرش٬ قامت أنشطة شبيهة بما حدث في بلدة الرفيعة٬ ونتيجة لهذه الأنشطة عُثر على كمية من الأواني الفخارية والأواني المصنوعة من الحجر الصابوني٬ وتمكن أعضاء البعثة الدنماركية من زيارة المكان وجمع كسر الأواني٬ أما القطع الكاملة فقد احتفظ بها المزارعون٬ وسلموها فيما بعد إلى إدارة الآثار والمتاحف.
طبقًا لما جاء في تقرير البعثة الدنماركية فإن غالبية الأواني المكتشفة تؤرخ بالفترة الهلينستية٬ ومن ذلك مزهرية (فازة) لها رقبة عالية ومقبض واحد٬ ومزخرفة بالأخضر وأخرى مزخرفة باللون الرمادي٬ وطاستان عجينتهما الفخارية صفراء٬ وهما مصبوغتان باللون الأحمر من الداخل٬ وعليهما زخرفة بتلميع حلزوني له ما يشبهه في معثورات موقع ثاج في المنطقة الشرقية من المملكة العربية السعودية ومواقع البحرين٬ وآنية عجينتها حمراء وعليها بطانة صفراء من الخارج٬ وآنية عجينتها حمراء غامقة وعليها بقايا دهان أسود٬ وآنية عجينتها حمرتء وجد ما يماثلها في مستوطنة ثاج.
هناك مجموعة من المواد أُرخت إلى الألف الثالث قبل الميلاد٬ تشمل طاسة صغيرة عجينتها حمراء ولها رقبة ضيقة وقاعدة مستديرة٬ وهذه الطاسة تشبه الطاسات التي عثر عليها في مقابر الألف الثالث في البحرين٬ وعُثر على كسرتين فخاريتين تظهر عليهما بطانة حمراء غامقة وزخارف هندسية ملونة باللون الأسود٬ وهذه الزخرفة شائعة في مستوطنات الألف الثالث في البحرين٬ وعثر أيضًا على طاسات شبه كاملة مصنوعة من الحجر الصابوني لها جوانب دائرية وعليها أربعة مقابض أذنية مخرومة تقوم على أعرض نقطة في الجسم٬ وعليها زخرفة حلزونية تظهر عند الشفة٬ ويمكن أن تؤرخ هذه الطاسة إلى الألف الثالث قبل الميلاد٬ وهذا التداخل جعل جفري بيبي يظن أن مقابر فترات متباينة وجدت في آن واحد٬ أو أن مقابر حفرت في بقايا مستوطنات قديمة.